# Brandon deWilde
Brandon deWilde (Brooklyn, Nova York, 9 de abril de 1942 – Denver, Colorado, 6 de julho de 1972) foi um ator norte-americano, imortalizado pela sua interpretação do menino Joey Starrett no filme Os Brutos Também Amam (Shane, 1953), de George Stevens.

## Vida e carreira
Nascido de mãe atriz e pai diretor teatral, deWilde estreou de forma consagradora nos palcos: a peça The Member of the Wedding foi um retumbante êxoto, com 572 apresentações (o site IMDB registra 492). Com apenas oito anos de idade, ele tornou-se o primeiro ator mirim a receber o renomado prêmio Donaldson, na categoria "Melhor Estreante da Temporada 1949/1950". Repetiria o mesmo papel quando o diretor Fred Zinnemann o convidou para a versão cinematográfica da peça The Member of the Wedding, em 1952.
George Stevens deu-lhe o papel de sua vida, o do pequeno Joey, fascinado pelo misterioso pistoleiro feito por Alan Ladd no faroeste clássico Os Brutos Também Amam (Shane, 1953). Sua interpretação valeu-lhe uma indicação para o Óscar de melhor ator secundário. Passou a encarnar adolescentes em produções de prestígio, como A Passagem da Noite (Night Passage, 1957), de James Neilson, ao lado de James Stewart e Audie Murphy, O Anjo Violento (All Fall Down, 1962), de John Frankenheimer, estrelado por Eva Marie Saint e O Indomado (Hud, 1963), de Martin Ritt, com Paul Newman.
Entre 1953 e 1954 teve sua própria série na televisão, Jamie, cancelada por problemas contratuais, apesar da boa audiência. Voltou várias vezes ao teatro e, de certa forma cansado dos personagens repetitivos que o cinema lhe impunha, tentou construir uma carreira musical e começou a escrever canções, que apresentava anonimamente em um bar de Los Angeles. Despediu-se das telas na comédia Wild in the Sky, de 1972.
deWilde casou-se em 1963 com Susan Margot Maw, mãe de seu único filho, Jesse. O matrimônio terminou em divórcio em 1970. Em 1972, uniu-se a Janice Gero, mas o casamento acabou de maneira trágica apenas três meses depois: na tarde de 6 de julho daquele ano, deWilde seguia no seu automóvel em direção ao hospital de Denver onde sua esposa se recuperava de uma cirurgia, quando colidiu violentamente contra um caminhão parado. Gravemente ferido, faleceu poucas horas depois, aos 30 anos de idade. Seus amigos Gram Parsons e Emmylou Harris dedicaram-lhe a canção In My Hour of Darkness, cuja primeira estrofe revive o acidente: "Once I knew a young man/went driving through the night,/miles and miles without a word/but just his high-beam lights./ Who'd have ever thought they'd build/such a deadly Denver bend;/to be so strong, to take so long/as it would till the end.[carece de fontes?]

## Filmografia
Todos os títulos em Português referem-se a exibições no Brasil.[carece de fontes?]
- 1952 Cruel Desengano (The Member of the Wedding)
- 1953 Os Brutos Também Amam (Shane)
- 1956 Cruel Dilema (Good-bye, My Lady)
- 1957 A Passagem da Noite (Night Passage)
- 1958 The Missouri Traveller
- 1959 O Que os Pais Desconhecem (Blue Denim)
- 1962 O Anjo Violento (All Fall Down)
- 1963 O Indomado (Hud)
- 1965 A Primeira Vitória (In Harm's Way)
- 1965 Somente os Fracos Se Rendem (Those Callaways)
- 1967 Viagem ao Mundo da Alucinação (The Trip); não creditado
- 1971 A Crista do Diabo (La Spina dorsale del diavolo)
- 1972 Wild in the Sky